# 功能语言学
功能语言学是一种研究语言的方法，其特点是系统地考虑说话者和听话者双方的情况，以及说话者和特定语言群体的交际需求:5–6。

## 延伸阅读
- Van Valin Jr, R. D. (2003) Functional linguistics, ch. 13 in The handbook of linguistics, pp. 319–336.